# Campionati mondiali di sollevamento pesi 1969
I Campionati mondiali di sollevamento pesi 1969, 43ª edizione della manifestazione, si svolsero a Varsavia dal 20 al 28 settembre 1969, e furono considerati validi anche come 50° campionati europei di sollevamento pesi. Fu la prima edizione a prevedere l'assegnazione delle medaglie nelle tre specialità della disciplina (distensione lenta, strappo e slancio), oltre che nel totale dell'esercizio.

## Titoli in palio
I titoli diventano nove: vengono compiuti alcuni aggiustamenti dei limiti di peso e aggiunti i pesi mosca e i pesi supermassimi.
| Categoria            | Eventi         | Atleti |
| -------------------- | -------------- | ------ |
| Pesi mosca           | Fino a 52 kg   | 17     |
| Pesi gallo           | Fino a 56 kg   | 14     |
| Pesi piuma           | Fino a 60 kg   | 20     |
| Pesi leggeri         | Fino a 67.5 kg | 20     |
| Pesi medi            | Fino a 75 kg   | 21     |
| Pesi massimi leggeri | Fino a 82.5 kg | 21     |
| Pesi mediomassimi    | Fino a 90 kg   | 20     |
| Pesi massimi         | Fino a 110 kg  | 21     |
| Pesi supermassimi    | Oltre i 110 kg | 12     |

## Nazioni partecipanti
Le nazioni che hanno partecipato ai campionati furono 37 per un totale di 166 atleti partecipanti. Tra parentesi i partecipanti per nazione.
- Australia (2)
- Austria (5)
- Belgio (3)
- Brasile (1)
- Bulgaria (8)
- Canada (1)
- Cecoslovacchia (9)
- Corea del Nord (3)
- Corea del Sud (1)
- Cuba (9)
- Egitto (2)
- Finlandia (7)
- Francia (5)
- Germania Est (9)
- Germania Ovest (4)
- Giappone (7)
- Grecia (1)
- Indonesia (2)
- Iran (7)
- Israele (2)
- Italia (4)
- Libano (2)
- Lussemburgo (3)
- Mongolia (3)
- Norvegia (3)
- Polonia (9)
- Porto Rico (1)
- Rep. Araba Unita (2)
- Regno Unito (6)
- Romania (3)
- Spagna (3)
- Stati Uniti (9)
- Svezia (6)
- Thailandia (1)
- Turchia (5)
- Ungheria (9)
- Unione Sovietica (9)

## Risultati
Vennero stabiliti sei record mondiali: tre nel totale dell'esercizio, e tre nelle specialità singole.
| Evento       | Oro                  | Oro   | Argento            | Argento | Bronzo               | Bronzo |
| 52 kg        | 52 kg                | 52 kg | 52 kg              | 52 kg   | 52 kg                | 52 kg  |
| ------------ | -------------------- | ----- | ------------------ | ------- | -------------------- | ------ |
| Distensione  | Vladyslav Kryščyšyn  | 112,5 | Sándor Holczreiter | 110,0   | Zygmunt Smalcerz     | 105,0  |
| Strappo      | Vladimir Smetanin    | 102,5 | Walter Szołtysek   | 100,0   | Chaiya Sukchinda     | 97,5   |
| Slancio      | Vladimir Smetanin    | 130,0 | Walter Szołtysek   | 130,0   | Vladyslav Kryščyšyn  | 127,5  |
| Totale       | Vladyslav Kryščyšyn  | 337,5 | Vladimir Smetanin  | 337,5   | Walter Szołtysek     | 335,0  |
| 56 kg        |                      |       |                    |         |                      |        |
| Distensione  | Imre Földi           | 125,0 | Mohammad Nassiri   | 120,0   | Fernando Báez        | 115,0  |
| Strappo      | Henryk Trębicki      | 107,5 | Imre Földi         | 105,0   | Hiroshi Ono          | 105,0  |
| Slancio      | Mohammad Nassiri     | 140,0 | Atanas Kirov       | 137,5   | Hiroshi Ono          | 132,5  |
| Totale       | Mohammad Nassiri     | 360,0 | Atanas Kirov       | 347,5   | Hiroshi Ono          | 342,5  |
| 60 kg        |                      |       |                    |         |                      |        |
| Distensione  | Mladen Kučev         | 130,0 | Yoshiyuki Miyake   | 125,0   | Jan Wojnowski        | 122,5  |
| Strappo      | Masao Kato           | 117,5 | Yoshiyuki Miyake   | 115,0   | Dito Šanidze         | 115,0  |
| Slancio      | Dito Šanidze         | 150,0 | Masao Kato         | 147,5   | Yoshiyuki Miyake     | 145,0  |
| Totale       | Yoshiyuki Miyake     | 385,0 | Mladen Kučev       | 385,0   | Dito Šanidze         | 380,0  |
| 67,5 kg      |                      |       |                    |         |                      |        |
| Distensione  | Nasrollah Dehnavi    | 140,0 | Zbigniew Kaczmarek | 140,0   | Waldemar Baszanowski | 140,0  |
| Strappo      | Waldemar Baszanowski | 135,0 | Ondrej Hekel       | 130,0   | János Bagócs         | 127,5  |
| Slancio      | Waldemar Baszanowski | 170,0 | János Bagócs       | 167,5   | Ondrej Hekel         | 162,5  |
| Totale       | Waldemar Baszanowski | 445,0 | János Bagócs       | 430,0   | Zbigniew Kaczmarek   | 425,0  |
| 75 kg        |                      |       |                    |         |                      |        |
| Distensione  | Viktor Kurencov      | 152,5 | Juhani Mursu       | 145,0   | Leif Jenssen         | 142,5  |
| Strappo      | Aimé Terme           | 140,0 | Viktor Kurencov    | 137,5   | Gábor Szarvas        | 135,0  |
| Slancio      | Viktor Kurencov      | 177,5 | Gábor Szarvas      | 175,0   | Tamotsu Sunami       | 165,0  |
| Totale       | Viktor Kurencov      | 467,5 | Gábor Szarvas      | 440,0   | Juhani Mursu         | 437,5  |
| 82,5 kg      |                      |       |                    |         |                      |        |
| Distensione  | Russell Knipp        | 162,5 | Hans Bettembourg   | 162,5   | Boris Selickij       | 160,0  |
| Strappo      | Masashi Ōuchi        | 152,5 | Norbert Ozimek     | 145,0   | Valerij Šarij        | 142,5  |
| Slancio      | Károly Bakos         | 185,0 | Valerij Šarij      | 182,5   | Boris Selickij       | 182,5  |
| Totale       | Masashi Ōuchi        | 487,5 | Károly Bakos       | 487,5   | Boris Selickij       | 482,5  |
| 90 kg        |                      |       |                    |         |                      |        |
| Distensione  | Kaarlo Kangasniemi   | 175,0 | Karl Arnold        | 170,0   | Bo Johansson         | 165,0  |
| Strappo      | Bo Johansson         | 150,0 | Kaarlo Kangasniemi | 150,0   | Géza Tóth            | 145,0  |
| Slancio      | Géza Tóth            | 190,0 | Kaarlo Kangasniemi | 190,0   | Bakr El-Sayed Bassam | 187,5  |
| Totale       | Kaarlo Kangasniemi   | 515,0 | Bo Johansson       | 500,0   | Géza Tóth            | 495,0  |
| 110 kg       |                      |       |                    |         |                      |        |
| Distensione  | Bob Bednarski        | 182,5 | Jaan Talts         | 180,0   | Eivind Rekustad      | 175,0  |
| Strappo      | Bob Bednarski        | 160,0 | Jaan Talts         | 155,0   | Kauko Kangasniemi    | 155,0  |
| Slancio      | Jaan Talts           | 212,5 | Bob Bednarski      | 212,5   | Kauko Kangasniemi    | 190,0  |
| Totale       | Bob Bednarski        | 555,0 | Jaan Talts         | 547,5   | Kauko Kangasniemi    | 507,5  |
| Oltre 110 kg |                      |       |                    |         |                      |        |
| Distensione  | Serge Reding         | 202,5 | Joseph Dube        | 202,5   | Stanislav Batiščev   | 192,5  |
| Strappo      | Stanislav Batiščev   | 165,0 | Joseph Dube        | 162,5   | Leonid Žabotyns'kyj  | 162,5  |
| Slancio      | Serge Reding         | 215,0 | Stanislav Batiščev | 212,5   | Joseph Dube          | 212,5  |
| Totale       | Joseph Dube          | 577,5 | Serge Reding       | 570,0   | Stanislav Batiščev   | 570,0  |

## Medagliere

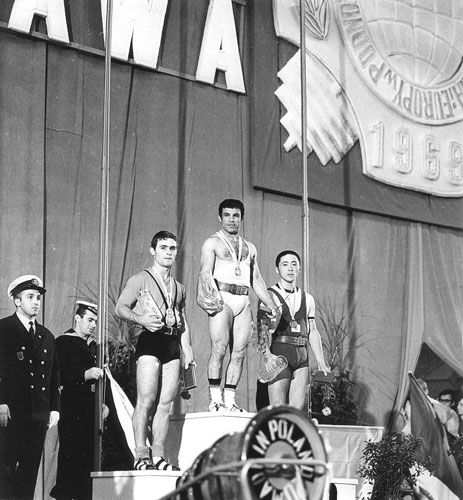
I medagliati dei pesi gallo (56 kg). Da sinistra a destra, Atanas Kirov, Mohammad Nassiri e Hiroshi Ono.

### Grandi (totale)
Riferito al totale dell'esercizio: 10 nazioni sono entrate nel medagliere.
| Posiz. | Nazione          | Oro | Argento | Bronzo | Totale |
| ------ | ---------------- | --- | ------- | ------ | ------ |
| 1      | Unione Sovietica | 2   | 2       | 3      | 7      |
| 2      | Giappone         | 2   | 0       | 1      | 3      |
| 3      | Stati Uniti      | 2   | 0       | 0      | 2      |
| 4      | Finlandia        | 1   | 0       | 2      | 3      |
| 4      | Polonia          | 1   | 0       | 2      | 3      |
| 6      | Iran             | 1   | 0       | 0      | 1      |
| 7      | Ungheria         | 0   | 3       | 1      | 4      |
| 8      | Bulgaria         | 0   | 2       | 0      | 2      |
| 9      | Belgio           | 0   | 1       | 0      | 1      |
| 9      | Svezia           | 0   | 1       | 0      | 1      |
| Totale | Totale           | 9   | 9       | 9      | 27     |

### Grandi (totale) e Piccole (distensione, strappo e slancio)
Riferito al totale dell'esercizio e delle tre specialità: 17 nazioni sono entrate nel medagliere. 
| Posiz. | Nazione          | Oro | Argento | Bronzo | Totale |
| ------ | ---------------- | --- | ------- | ------ | ------ |
| 1      | Unione Sovietica | 10  | 7       | 10     | 27     |
| 2      | Stati Uniti      | 5   | 3       | 1      | 9      |
| 3      | Polonia          | 4   | 4       | 5      | 13     |
| 4      | Giappone         | 4   | 3       | 5      | 12     |
| 5      | Ungheria         | 3   | 7       | 4      | 14     |
| 6      | Iran             | 3   | 1       | 0      | 4      |
| 7      | Finlandia        | 2   | 3       | 4      | 9      |
| 8      | Belgio           | 2   | 1       | 0      | 3      |
| 9      | Bulgaria         | 1   | 3       | 0      | 4      |
| 10     | Svezia           | 1   | 2       | 1      | 4      |
| 11     | Francia          | 1   | 0       | 0      | 1      |
| 12     | Cecoslovacchia   | 0   | 1       | 1      | 2      |
| 13     | Germania Est     | 0   | 1       | 0      | 1      |
| 14     | Norvegia         | 0   | 0       | 2      | 2      |
| 15     | Porto Rico       | 0   | 0       | 1      | 1      |
| 15     | Thailandia       | 0   | 0       | 1      | 1      |
| 15     | Rep. Araba Unita | 0   | 0       | 1      | 1      |
| Totale | Totale           | 36  | 36      | 36     | 108    |

## Classifica a squadre
Il sistema di punteggio è basato sui punti distribuiti per l'esercizio totale in base allo schema adottato nel 1958:
| Pos. | Squadra          | Punti |
| ---- | ---------------- | ----- |
| 1    | Unione Sovietica | 40    |
| 2    | Polonia          | 25    |
| 3    | Ungheria         | 25    |
| 4    | Giappone         | 22    |
| 5    | Stati Uniti      | 19    |
| 6    | Finlandia        | 15    |
| 7    | Bulgaria         | 13    |
| 8    | Iran             | 9     |
| 9    | Belgio           | 8     |
| 10   | Svezia           | 5     |
| 11   | Cecoslovacchia   | 4     |
| 11   | Norvegia         | 4     |
| 13   | Germania Est     | 3     |
| 13   | Romania          | 3     |
| 15   | Germania Ovest   | 2     |
| 16   | Regno Unito      | 1     |